# École secondaire no 1 de Shunde (métro de Foshan)
École secondaire no 1 de Shunde (en chinois simplifié : 顺德一中 ; chinois traditionnel : 順德一中 ; pinyin : shùndé yīzhōng, en anglais : Shunde No.1 High School) est une station de la ligne 3 du métro de Foshan. Elle est située dans le district de Shunde de la ville de Foshan, dans la province de Guangdong, en Chine.
La station porte le nom de l’école secondaire no 1 de Shunde, dont l’un des campus se situe à proximité de la station.

## Situation sur le réseau

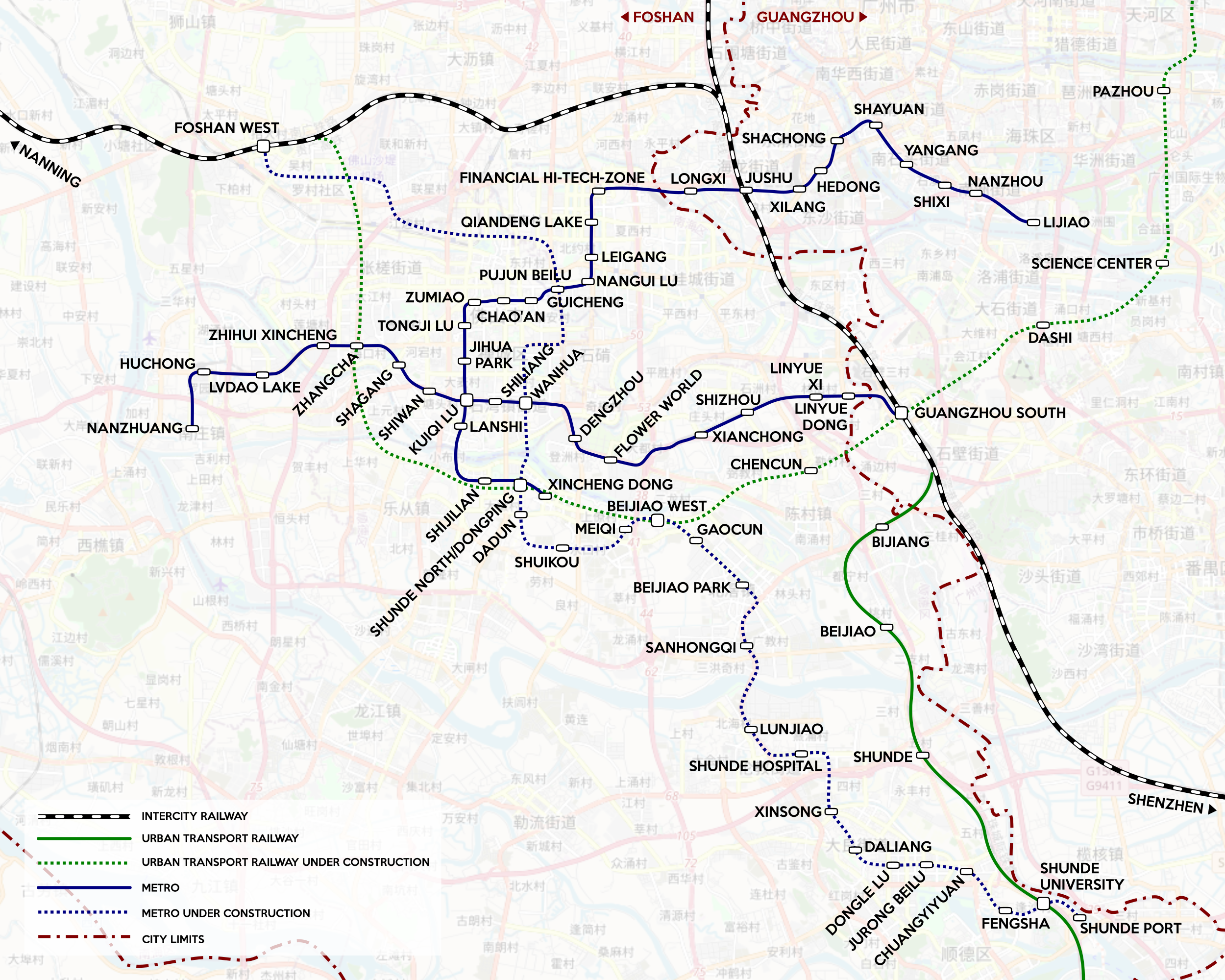
Plan du réseau du métro, en 2022.

École secondaire n°1 de Shunde est une station de passage de la ligne 3 du métro de Foshan : elle est située entre la station Route Jurong-nord (zh), en direction du terminus nord-ouest Zhèn’ān, et la station OCT Harbour Plus (zh), en direction du terminus sud-est Gare du Collège-de-Shunde.

## Histoire
Pendant la planification et la construction, la station fut nommée «Parc de la créativité» (chinois simplifié : 创意园 ; chinois traditionnel : 創意園). En 2022, la station est renommée «École secondaire n°1 de Shunde».
La station École secondaire n°1 de Shunde est mise en service le 28 décembre 2022, lors de l'ouverture à l'exploitation de la ligne 3 du métro de Foshan,.

## Services aux voyageurs

### Accès et accueil
La station souterraine se situe au dessous du route Dézhì. Elle dispose de deux bouches nommées A et C.

### Desserte
École secondaire n°1 de Shunde dispose d'un quai central, équipé de portes palières et encadré par les deux voies de la ligne. Il y a une voie de transition à l’est de la station.

### Intermodalité
|        |                                                  |                                                                          |
| Bouche | Accessibilité                                    | Destinations les plus proches                                            |
| A      | Surface podotactile Escalier mécanique Ascenseur |                                                                          |
| C      | Surface podotactile Escalier mécanique           | École secondaire n°1 de Shùndé (Campus du lycée général) Arrêt d’autobus |